# رون كابلان
رون كابلان (بالعبرية: רון קפלן‏) هو لاعب جمباز فني إسرائيلي، ولد في 1 مايو 1970 في بئر السبع في إسرائيل.

## وصلات خارجية
- رون كابلان على موقع الاتحاد الدولي للجمباز (biography) (الإنجليزية)
- رون كابلان على موقع اللجنة الأولمبية الدولية (الإنجليزية)
- رون كابلان على موقع أوليمبيديا (الإنجليزية)